# Batalla de Parthenay

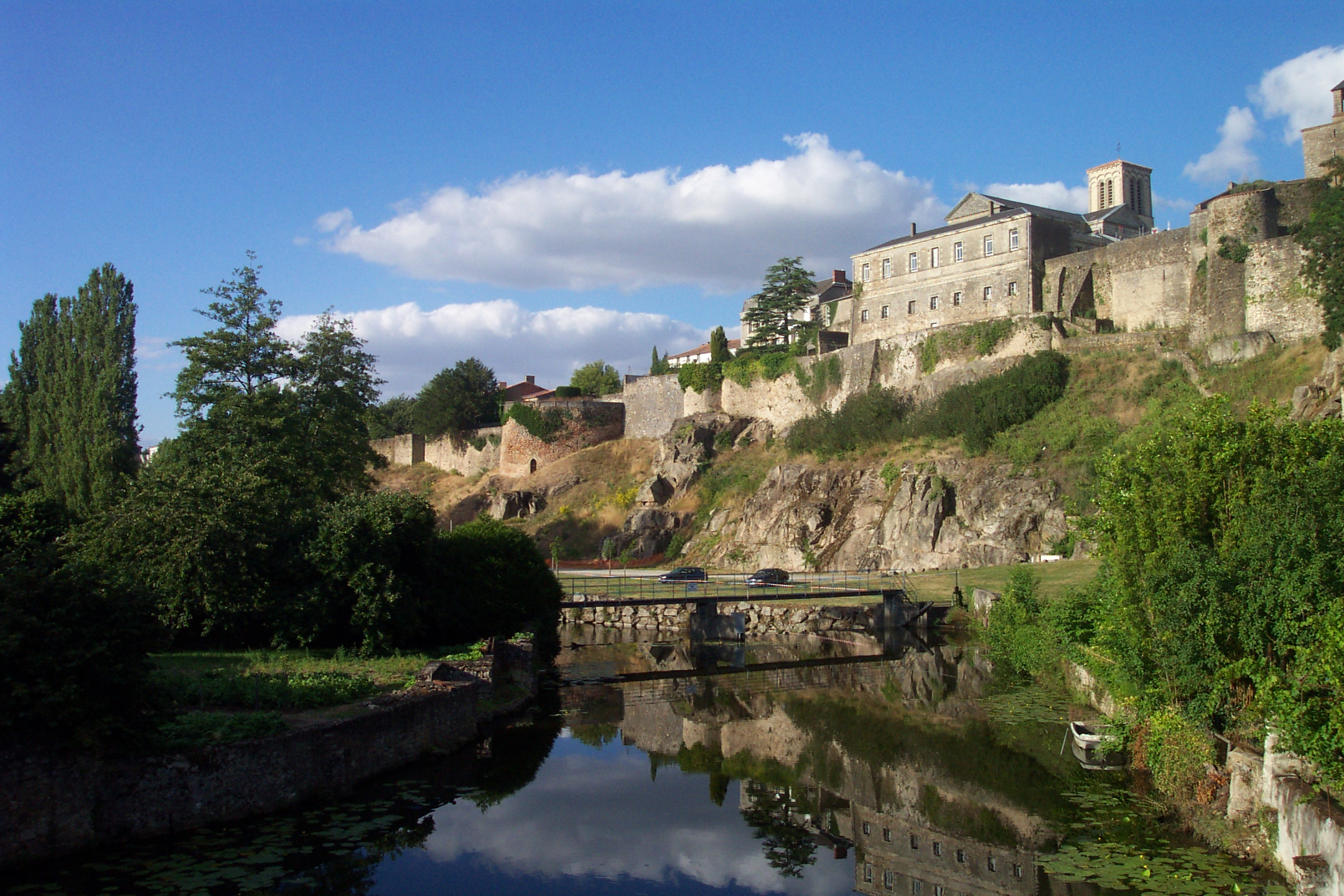
Els merlets de la ciutadella de Parthenay, vistes des del pont de Saint-Paul sobre el riu Thouet

La batalla de Parthenay va tenir lloc el 25 de juny de 1793 durant la revolta de La Vendée. Acabà amb la presa de la ciutat de Parthenay per part dels republicans.

## Preludi
El 14 de juny de 1793, la ciutat de Parthenay va caure en mans dels Vendeans dirigits pel general Lescure. Una citació elaborada pels Comitès dels Exèrcits Catòlic i Reial convoca els republicans a la rendició, en cas contrari la ciutat quedarà reduïda a cendres. Els patriotes van capitular immediatament i Parthenay va ser ocupada per un exèrcit de 5.000 a 6.000 camperols.
Durant el mes de juny de 1793, el general republicà Westermann va arribar com a reforç a Niort amb la seva legió del nord de 1.200 homes. En aquesta ciutat, el general en cap Armand Louis de Gontaut tem ser atacat pels vendeans i ordena a Westermann que faci una incursió a Parthenay.

## Procediment
El 24 de juny al vespre, Westermann va sortir de Saint-Maixent al capdavant de la seva legió del nord i durant la nit es va llançar sobre Parthenay. Els republicans travessen la porta amb la seva artilleria, la infanteria entra a la ciutat i ràpidament s'apodera de tres canons mentre la cavalleria passa per la ciutat. Sorpresos en el seu somni, els Vendeans gairebé no van oposar resistència i van fugir. Lescure corre amb 700 pagesos però no pot evitar la derrota. Els Vendeans fugen en direcció a Thouars on es dispersen al boscatge.
Després de l'èxit d'aquesta incursió, Westermann va tornar a Saint-Maixent, després va tornar a Parthenay el 30 de juny, la seva columna reforçada per dos batallons, 56 Caçadors de les Ardennes i vuit canons, és a dir, 2.500 homes. Els vendeans havien reocupat breument el lloc, però van fugir sense lluitar.

## Pèrdues
Segons el diputat Goupilleau, els republicans només van perdre uns quants ferits, de fet set homes, mentre que les baixes dels vendeans van ser de 600 homes, la qual cosa és probablement una exageració. No obstant això, es van fer 100 presoners.

## Conseqüències
Guanyador, Westermann va tornar breument a Saint-Maixent on va rebre reforços, abans de tornar al boscatge. Després d'haver informat una concentració de Vendeans a la ciutat d'Amailloux, Westermann es va llançar l'1 de juliol sobre aquesta parròquia i va dispersar els insurgents. Aleshores la vila va ser incendiada i diversos dels seus habitants van ser assassinats. Westermann proclama que qualsevol poble que proporcioni ajuda o homes als rebels patirà la mateixa sort. Després va escriure una memòria sobre la seva expedició. {nota, 1}.
El mateix dia va arribar al Château de Clisson, residència del general Lescure, que havia fugit quatre hores abans. El castell és saquejat i després incendiat. Aleshores Westermann va continuar la seva marxa i es va apoderar de Bressuire sense lluitar. La marquesa de La Rochejaquelein, esposa del general Lescure, relata la batalla a les seves memòries. {nota, 2}